# 22. Primetime Emmy-gála
A 22. Primetime Emmy-gála során az 1969 és 1970 között főműsoridőben bemutatott, amerikai televíziós programokat értékelték. A jelölteket az Academy of Television Arts & Sciences választotta ki. A Los Angeles-i Century Plaza Hotelben tartott ceremóniát az ABC tűzte műsorra 1970. június 7-én. A műsor házigazdái David Frost és Danny Thomas voltak.

## Győztesek és jelöltek
A nyertesek félkövérrel jelölve.

### Műsorok
| Legjobb vígjátéksorozat | Legjobb drámasorozat |
| --- | --- |
| - My World and Welcome to It (NBC) - A Bill Cosby Show (NBC) - The Courtship of Eddie's Father (ABC) - Love, American Style (ABC) - Room 222 (ABC)                                                                               | - Marcus Welby, M.D. (ABC) - A Forsyte Saga (NET) - Ironside (NBC) - The Mod Squad (ABC) - NET Playhouse (NET) - The Name of the Game (NBC) |
| Legjobb varieté szkeccssorozat | Legjobb különkiadás |
| - The David Frost Show (NBC) - The Carol Burnett Show (CBS) - The Dean Martin Comedy Hour (NBC) - The Dick Cavett Show (ABC) - Rowan & Martin's Laugh-In (NBC)                                                                   | - Annie, the Women in the Life of a Man (CBS) - Kraft Music Hall (Epizódok: "The Friars Club 'Roasts' Jack Benny") (NBC) - Kraft Music Hall (Epizódok: "The Sound of Burt Bacharach" (NBC) - The Second Bill Cosby Special (NBC) - Sinatra (CBS) |
| Legjobb klasszikus zenei műsor | Legjobb napi műsor |
| - Cinderella (NET) - S. Hurok Presents (CBS) - Sounds of Summer: The Blossom Music Center with Pierre Boulez (NET) - The Switched-On Symphony (NBC)                                                                              | - Today (NBC) - The Galloping Gourmet (szindikált sugárzás) |
| Legjobb sportműsor | Legjobb gyerekműsor |
| - ABC's Wide World of Sports (ABC) – Roone Arledge - Pro-Bowl Game (ABC) – Robert R. Forte - The NFL Games (CBS) – William Fitts - ABC's Wide World of Sports (ABC) – Robert Riger - 1969 World Series (NBC) – Lou Kusserow      | - Szezám utca (NET) - Walt Disney's Wonderful World of Color (NBC) |
| Az év műsora | Legjobb új sorozat |
| - Hallmark Hall of Fame (Epizódok: "A Storm in Summer") (NBC) - The ABC Wednesday Night Movie (ABC) (Epizód: "Marcus Welby, M.D.") - Copperfield Dávid (NBC) - NBC World Premiere Movie (Epizódok: "Az én édes Charlie-m") (NBC) | - Room 222 (ABC) - A Bill Cosby Show (NBC) - A Forsyte Saga (NET) - Marcus Welby, M.D. (ABC) - Szezám utca (NET) |

### Színészek

#### Főszereplők
| Legjobb férfi főszereplő (vígjátéksorozat) | Legjobb női főszereplő (vígjátéksorozat) |
| --- | --- |
| - William Windom (John Monroe) - My World and Welcome to It (NBC) - Bill Cosby (Chet Kincaid) - A Bill Cosby Show (NBC) - Lloyd Haynes (Pete Dixon) - Room 222 (ABC)                                                    | - Hope Lange (Carolyn Muir) - The Ghost & Mrs. Muir (ABC) - Elizabeth Montgomery (Samantha Stephens) - Bewitched (ABC) - Marlo Thomas (Ann Marie) - That Girl (ABC)                  |
| Legjobb férfi főszereplő (drámasorozat) | Legjobb női főszereplő (drámasorozat) |
| - Robert Young (Dr. Marcus Welby) - Marcus Welby, M.D. (ABC) - Raymond Burr (Robert T. Ironside) - Ironside (NBC) - Mike Connors (Joe Mannix) - Mannix (CBS) - Robert Wagner (Alexander Mundy) - It Takes a Thief (ABC) | - Susan Hampshire (Fleur Mont née Forsyte) - A Forsyte Saga (NET) - Joan Blondell (Lottie Hatfield) - Here Come the Brides (ABC) - Peggy Lipton (Julie Barnes) - The Mod Squad (ABC) |

#### Mellékszereplők
| Legjobb férfi mellékszereplő (vígjátéksorozat) | Legjobb női mellékszereplő (vígjátéksorozat) |
| --- | --- |
| - Michael Constantine (Seymour Kaufman) - Room 222 (ABC) - Werner Klemperer (Wilhelm Klink) - Hogan's Heroes (CBS) - Charles Nelson Reilly (Claymore Gregg) - The Ghost & Mrs. Muir (ABC) | - Karen Valentine (Alice Johnson) - Room 222 (ABC) - Agnes Moorehead (Endora) - Bewitched (ABC) - Lurene Tuttle (Hannah Yarby) - Julia (ABC)                   |
| Legjobb férfi mellékszereplő (drámasorozat) | Legjobb női mellékszereplő (drámasorozat) |
| - James Brolin (Dr. Steven Kiley) - Marcus Welby, M.D. (ABC) - Tige Andrews (Adam Greer) - The Mod Squad (ABC) - Greg Morris (Barney Collier) - Mission: Impossible (CBS)                 | - Gail Fisher (Peggy Fair) - Mannix (CBS) - Barbara Anderson (Eve Whitfield) - Ironside (NBC) - Susan Saint James (Peggy Maxwell) - The Name of the Game (NBC) |

#### Egyedülálló alakítások
| Kiemelkedő egyedülálló alakítás férfi főszereplőtől | Kiemelkedő egyedülálló alakítás női főszereplőtől |
| --- | --- |
| - Peter Ustinov (Abel Shaddick) - Hallmark Hall of Fame (Epizódok: "A Storm in Summer") (NBC) - Al Freeman Jr. (Charles Roberts) - Az én édes Charlie-m (NBC) - Laurence Olivier (Mr. Creakle) - Copperfield Dávid (NBC) | - Patty Duke (Marlene Chambers) - Az én édes Charlie-m (NBC) - Edith Evans (Betsy Trotwood) - Copperfield Dávid (NBC) - Shirley Jones (Katherine Johnson) - Silent Night, Lonely Night (NBC) |

### Rendezők
| Legjobb rendező (vígjátéksorozat) | Legjobb rendező (drámasorozat) |
| --- | --- |
| - Kraft Music Hall (Epizódok: "The Sound of Burt Bacharach") (NBC) – Dwight Hemion - The Second Bill Cosby Special (NBC) – Seymour Berns - Young People's Concerts: Berlioz Takes a Trip (CBS) – Roger Englander | - CBS Playhouse (Epizódok: "Shadow Game") (CBS) – Paul Bogart - Hallmark Hall of Fame (Epizódok: "A Storm in Summer") (NBC) – Buzz Kulik - NBC World Premiere Movie (Epizódok: "Az én édes Charlie-m") (NBC) – Lamont Johnson |

### Forgatókönyvírók
| Legjobb forgatókönyv (vígjátéksorozat) | Legjobb forgatókönyv (drámasorozat) |
| --- | --- |
| - Annie, the Women in the Life of a Man (CBS) - Rowan & Martin's Laugh-In (NBC): "Buddy Hackett" - Rowan & Martin's Laugh-In (NBC): "Nancy Sinatra" | - NBC World Premiere Movie (Epizódok: "Az én édes Charlie-m") (NBC) – Richard Levinson, William Link - The ABC Wednesday Night Movie (Epizódok: "Marcus Welby, M.D.") (ABC) – Don Mankiewicz - CBS Playhouse (Epizódok: "Sadbird") (CBS) – George Bellak |

## Fordítás
- Ez a szócikk részben vagy egészben  a(z)   22nd Primetime Emmy Awards című angol Wikipédia-szócikk fordításán alapul.  Az eredeti cikk szerkesztőit annak laptörténete sorolja fel. Ez a jelzés csupán a megfogalmazás eredetét és a szerzői jogokat jelzi, nem szolgál a cikkben szereplő információk forrásmegjelöléseként.